# Cabot Corporation
Die Cabot Corporation, auch kurz Cabot, ist ein weltweit tätiges US-amerikanisches Industrieunternehmen der Spezialchemie. Der Hauptsitz befindet sich in Boston im US-Bundesstaat Massachusetts. Produziert wird an 44 Standorten. Standorte in Deutschland befinden sich in Frankfurt am Main, Rheinfelden und Münster.

## Geschichte
Das Unternehmen wurde 1882 von dem Bostoner Godfrey Lowell Cabot (1861–1962) unter dem Namen „Godfrey L. Cabot, Inc.“ gegründet. Zu Beginn und bis ins 20. Jahrhundert war Cabot spezialisiert auf Halbmetalle und Pharmazeutika, Anfang des 21. Jahrhunderts wurde das Portfolio ergänzt um kleine elektronische Bauteile.

## Geschäftsbereiche
Die Cabot Corporation ist in den Bereichen Klebstoffe und Dichtmittel, Luftreinigung, Chemische Reinigung & Katalysatoren, Beschichtungen, Bauwesen, Elektronik und Energiespeicherung, Rauchgasbehandlung, Lebensmittel & Getränke, Industriegummiprodukte, Inkjet-Technologie, Öl, Gas & Bergbau, Arzneimittel & Körperpflege, Kunststoffe, Drucken & Verpacken, Reifen und Wasseraufbereitung tätig.